# Camponotus nearcticus
Camponotus nearcticus hay kiến thợ mộc nhỏ, là một loài kiến thợ mộc nhỏ đen. Kích thước kiến chúa từ 4 đến 14 milimét (0,16 đến 0,55 in). Kiến thợ có kích thước từ 2 đến 7,5 milimét (0,08 đến 0,30 in). Nó trông giống như Lasius niger, kiến vườn đen. Chúng sinh sống ở nơi có cây gỗ chết vì chúng ưa thích làm tổ ở đó.